# Карпини (Потенца)
Карпини (итал. Carpini) је насеље у Италији у округу Потенца, региону Базиликата.
Према процени из 2011. у насељу је живело 42 становника. Насеље се налази на надморској висини од 778 м.